# Mason Crosby
Mason Walker Crosby (Lubbock, 3 settembre 1984) è un ex giocatore di football americano statunitense che ha militato  nel ruolo di placekicker nella National Football League (NFL). Fu scelto nel corso del sesto giro (193º assoluto) del Draft NFL 2007 dai Green Bay Packers, squadra con cui è rimasto per 16 stagioni. Al college ha giocato a football a Colorado.

## Carriera

### Green Bay Packers
Crosby fu scelto dai Green Bay Packers con la 19ª scelta del sesto giro (193ª assoluta) del Draft 2007, l'ultima di tre scelte consecutive dei Packers e il terzo kicker in assoluto. Crosby iniziò il training camp giocandosi il posto con l'allora placekicker titolare Dave Rayner. Durante la prima gara di pre-stagione di Green Bay contro i Pittsburgh Steelers, Crosby calciò un field goal da 52 yard, il più lungo calciato nella storia dell'Heinz Field. Crosby si guadagnò il posto da titolare durante i tagli finali del roster.

Crosby mentre calcia un field goal nella sua prima stagione

Nella sua prima gara di stagione regolare, Crosby convertì tutti i tre field goal segnati, compreso uno da 53 yard e un altro da 42 yard con due secondi rimanenti sull'orologio contribuendo alla vittoria dei Packers sui Philadelphia Eagles. Il calcio della vittoria fu il primo per un rookie alla partita di debutto dal 1979 (quando Matt Bahr compì la stessa impresa). Crosby fu il primo giocatore nella storia della NFL a calciare un field goal da oltre 50 yard e il field goal della vittoria con un meno di un minuto rimanente alla prima partita in carriera. Crosby fu nominato miglior giocatore degli special team della NFC (il primo rookie tra i kicker a ricevere questo onore nella settimana di apertura).
Crosby fu nominato miglior giocatore del mese degli special team del novembre 2007. Egli guidò tutti i kicker della lega con 54 punti e fu alla pari in classifica con 12 field goal segnati, mentre i Packers misero insieme un record di 4-1. Crosby convertì 12 dei 15 field goal tentati durante il mese di novembre. Il giocatore segnò almeno un field goal in ogni gara giocata, compresi 4 nella settimana 9 in trasferta contro i Kansas City Chiefs. Il più lungo calcio del mese fu di 57 yard nella settimana 13 in trasferta contro i Dallas Cowboys. Nella stagione 200, Crosby guidò la NFL con 130 punti segnati e i suoi 24 field goal lo piazzarono al primo posto nella NFC. Terminò inoltre al secondo posto nella classifica di tutti i tempi di punti segnati per un rookie (Kevin Butler ne segnò 144 per i Chicago Bears nel 1985). Concluse l'annata di debutto con il più alto numero di punti segnati nella storia dei kicker dei Packers e al terzo posto stagionale nella storia della franchigia.
Nella prima gara della stagione regolare 2010 contro i Philadelphia Eagles, Crosby calciò un field goal da 56 yard nei secondi finali del primo tempo, allora il più lungo della sua carriera e il record di franchigia. Pareggiò tale record il 9 ottobre 2011 nel terzo quarto della gara contro gli Atlanta Falcons.
Il 27 luglio 2011 i Packers rifirmarono Crosby con contratto quinquennale del valore di 14 milioni di dollari.

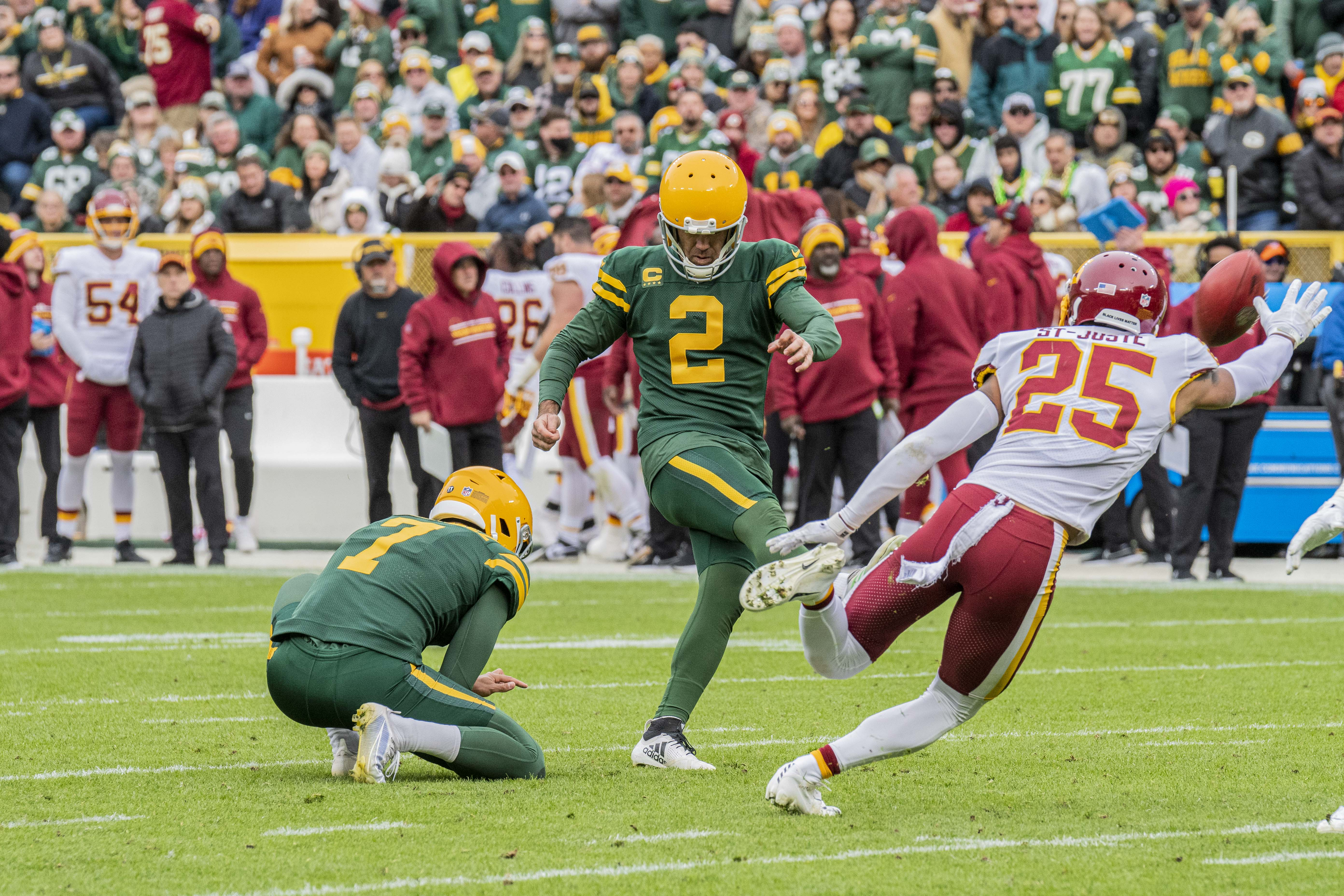
Crosby mentre calcia un field goal contro Washington nel 2021

Il 23 ottobre 2011, Crosby migliorò il suo record di franchigia quando calciò un field goal da 58 yard nel terzo quarto di una gara in cui segnò quattro calci piazzati. Oltre al precedente ne segnò uno da 39, uno da 45 e uno da 24 yard, trasformando tutti i primi 15 calci tentati nelle prime 9 settimane della stagione.
Crosby tra il 2010 e il 2017 stabilì il record NFL per il maggior numero di field goal segnati consecutivamente nei playoff, 23. Tale striscia iniziò nel divisional round contro Atlanta nel 2010 e si concluse nuovamente contro i Falcons al Georgia Dome nella finale della NFC del 22 gennaio 2017.
Nel 2020 Crosby segnò tutti i 16 field goal tentati e guidò la NFL con 59 extra point segnati.
Il 25 dicembre 2022 Crosby superó Brett Favre per il maggior numero di partite giocate con la maglia dei Packers, 256.
Dopo la stagione 2022, a seguito della scelta del kicker Anders Carlson nel Draft 2023, Crosby lasciò i Packers.

### Los Angeles Rams
Il 6 dicembre 2023 Crosby firmò per la squadra di allenamento dei Los Angeles Rams, venendo poi svincolato una settimana dopo.

### New York Giants
Il 22 dicembre 2023 Crosby firmò per la squadra di allenamento dei New York Giants che avevano perso per infortunio Cade York. Giocò tre partite con i Giants.

### Ritiro
Dopo essere rimasto senza squadra per tutta la stagione 2024, il 4 febbraio 2025 Crosby annunció il suo ritiro dal football professionistico. Il 5 marzo 2025 i Packers annunciarono che Crosby si sarebbe ritirato come un loro giocatore, avendo trascorso 16 delle 17 stagioni in carriera con la squadra di Green Bay.

## Palmarès

### Franchigia
- Super Bowl : 1

Green Bay Packers: Super Bowl XLV
- National Football Conference Championship: 1

Green Bay Packers: 2010

### Individuale
- Giocatore degli special team del mese della NFC (novembre 2007)
- Leader della NFL per punti segnati con 141 (2007)
- Record stagionale dei Packers per punti segnati (senza touchdown) (141)
- Record dei Packers per il più lungo field goal segnato (58 yard)